# Aston Martin DBRS9
La DBRS9 è un'autovettura da competizione introdotta dalla Aston Martin nel 2005. Era, sostanzialmente, la versione più economica della DBR9. Entrambi i modelli erano basati sulla DB9. La DBRS9 è stata poi sostituita dalla V12 Vantage GT3.

## Caratteristiche tecniche
La DBRS9 fu ottenuta dalla DB9 attraverso ad alcune modifiche tecniche. Una di esse risiedeva nel motore. Il propulsore della DBRS9 era infatti un V12 aspirato da 5.935 cm³ di cilindrata che erogava 550 CV di potenza e 620 N•m di coppia. La distribuzione era a doppio albero a camme in testa, mentre l'alesaggio e la corsa erano, rispettivamente, 89 mm e 79,5 mm. Il motore era montato anteriormente, e la trazione era posteriore. Il cambio era manuale a sei rapporti. Di quest'ultimo, era anche disponibile la versione sequenziale.
Un'altra modifica fu fatta sui pannelli. Questi ultimi, sulla DBRS9, erano infatti realizzati in vetroresina. Le sospensioni erano invece a quadrilateri con ammortizzatori Koni.

## Le competizioni
A differenza della DBR9, che venne invece progettata per essere utilizzata nella classe GT1 per gare come 24 Ore di Le Mans, la DBRS9 venne destinata alla categoria GT3 e ad alcuni campionati GT nazionali come quello britannico, che infatti vinse nel 2006 con Leo Machitski. L'anno successivo, in questo campionato, terminò invece la stagione al secondo posto.
Nel 2008 la DBRS9 arrivò, rispettivamente, al secondo ed al terzo posto nel campionato GT3 con due scuderie private differenti.